# Super Bowl LII
Super Bowl 52 – pięćdziesiąty drugi finał o mistrzostwo zawodowej ligi futbolu amerykańskiego NFL, rozegrany 4 lutego 2018 roku na stadionie U.S. Bank Stadium w Minneapolis w Minesocie. Jest to miejsce rozgrywania domowych spotkań drużyny Minnesota Vikings. Spotkały się w nim zespoły mistrza konferencji NFC, Philadelphia Eagles oraz mistrza konferencji AFC, New England Patriots.
Zgodnie z przyjętą konwencją Patriots, jako przedstawiciele AFC, byli gospodarzem parzystego meczu finałowego. Jest to pierwsze(i jedyne) zwycięstwo Eagles w Super Bowl.
Hymn Stanów Zjednoczonych przed meczem zaśpiewała Pink. W przerwie meczu podczas Halftime Show na stadionie wystąpił Justin Timberlake.